# Diplodasys
Diplodasys is een geslacht van buikharigen uit de familie van de Thaumastodermatidae. De wetenschappelijke naam van het geslacht soort werd voor het eerst geldig gepubliceerd in 1927 door Remane.

## Soorten
- Diplodasys ankeli Wilke, 1954
- Diplodasys caudatus Kisielewski, 1987
- Diplodasys meloriae Todaro, Balsamo & Tongiorgi, 1992
- Diplodasys minor Remane, 1936 sensu Todaro, 1992
- Diplodasys pacificus Schmidt, 1974
- Diplodasys platydasyoides Remane, 1927
- Diplodasys remanei Rao & Ganapati, 1968
- Diplodasys rothei Kieneke, Narkus, Hochberg & Schmidt-Rhaesa, 2013
- Diplodasys sanctimariae Hummon & Todaro, 2009
- Diplodasys swedmarki Kisielewski, 1987